# 牛津大學聖約翰學院
聖約翰學院（英語：St John's College）是牛津大學的一個大型學院。1555年，由托馬斯·懷特爵士創建。聖約翰學院是牛津大學資金最充足的學院之一，2010年財政捐款達3.13億英鎊。

## 歷史
1555年5月1日，托馬斯·懷特爵士（後來任倫敦市市長）獲得皇家特許，在牛津大學內建立起了一個教育學生的慈善機構。
最初聖約翰學院的建築位於牛津聖吉爾斯西部，位於貝利奧爾學院和三一學院以北。同時其規模也不大，並沒有什麽捐款。伊莉莎白一世即位之後教授修辭學和辯證法等一些內容，不直接教授神學，但是其教育目的卻是培養神職人員。